# Торговля

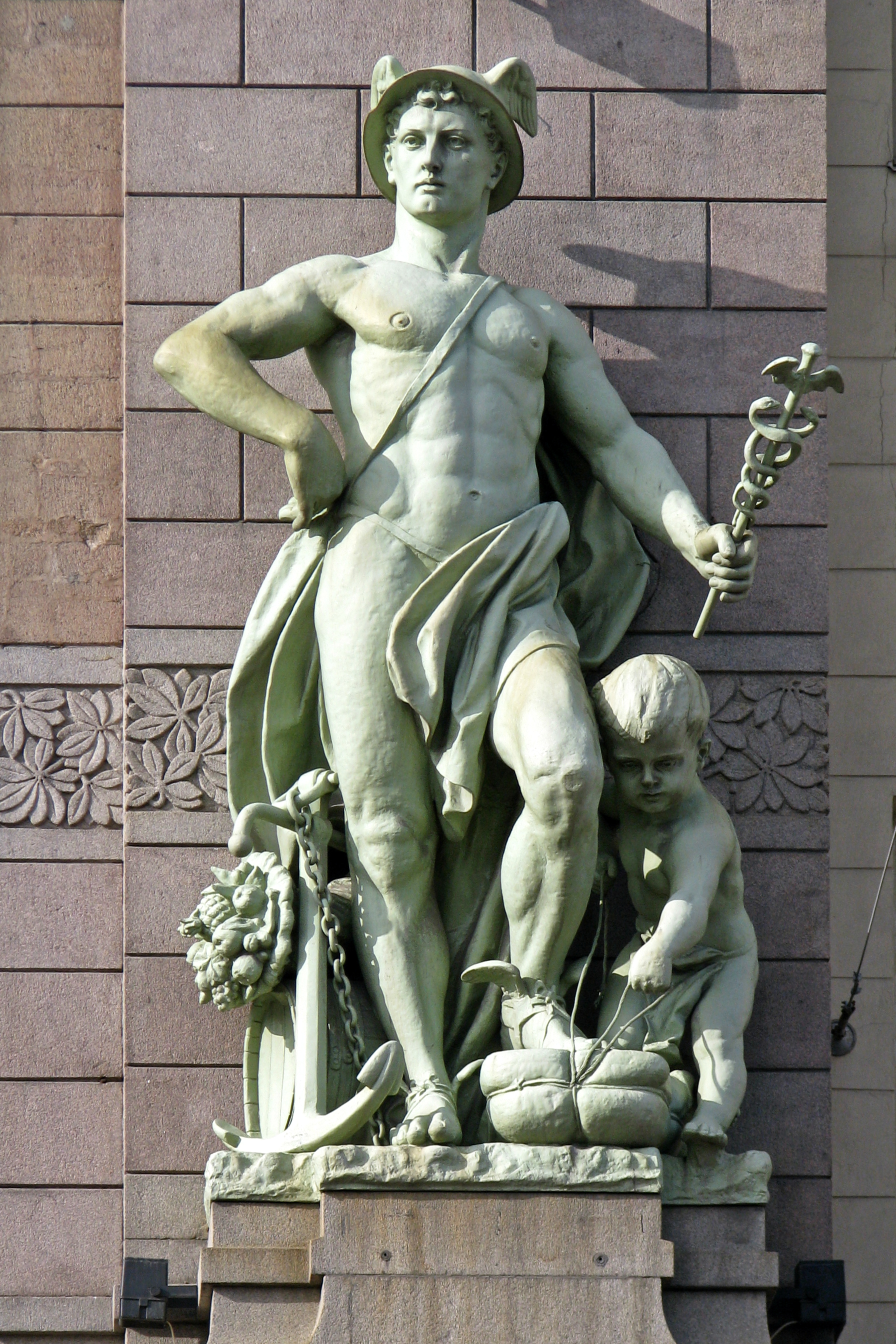
Статуя Меркурия (Гермеса), покровителя торговли, на Доме Елисеевых в Санкт-Петербурге

Торго́вля — отрасль хозяйства и вид экономической деятельности, направленный на осуществление купли-продажи, обмена товаров, а также связанные с этим процессы: непосредственное обслуживание покупателей, доставка товаров, их хранение и подготовка к продаже.
В узком смысле торговлей называют переговорный процесс прихода к соглашению о существенных условиях сделки.
Торговый обмен обычно производится при помощи денег, но существует и безденежная торговля — непосредственный обмен товарами, бартер.
Торговля — это значительный источник налоговых поступлений в бюджет страны или региона.
Торговля как вид деятельности относится к посредническим услугам, она рассматривается как вспомогательное звено при движении товаров от производителей к покупателям.
Обособление торговли в отдельную отрасль экономики связано с общественным разделением труда и выделением торгового капитала как части промышленного капитала, что обусловлено стремлением к более эффективному использованию имеющихся ресурсов.

## История торговли

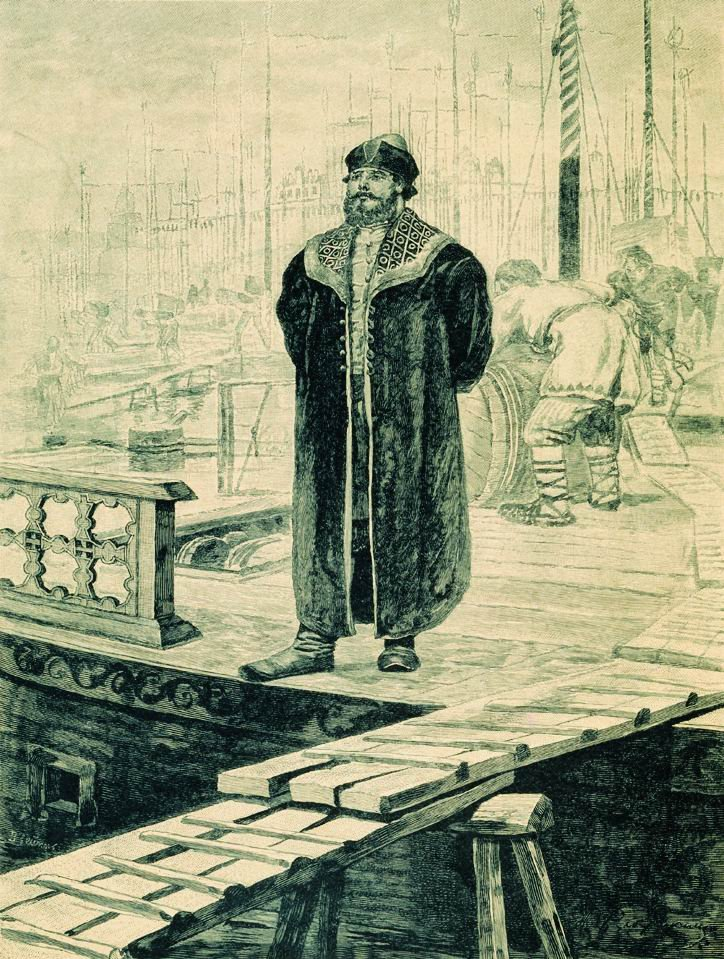
Герой русских былин купец Садко. Иллюстрация А. П. Рябушкина

Торговля, как процесс обмена товарно-материальными ценностями, известна начиная с каменного века. Как в то время, так и сейчас сутью торговли является предложение к обмену либо к продаже товарно-материальных, а также нематериальных ценностей с целью извлечения выгоды из этого обмена.
Торговля возникла с появлением разделения труда, как обмен излишками производимых продуктов, изделий. Обмен сначала носил натуральный характер; с возникновением денег возникли предпосылки для установления товарно-денежных отношений. Торговля является одним из самых могущественных факторов исторического процесса. Нет такого периода в истории, когда она не оказывала бы в большей или меньшей степени влияние на общественную жизнь.
Считается, что торговля имела место на протяжении большей части письменной истории человечества. Есть свидетельства обмена обсидиана и кремня в каменном веке. Торговля обсидианом существовала в Новой Гвинее с 17000 г. до н. э. Самое раннее использование обсидиана на Ближнем Востоке относится к нижнему и среднему палеолиту. Роберт Карр Босанке исследовал торговлю в каменном веке путём раскопок в 1901 году. Первые торговые отношения, вероятно, начались в Юго-Западной Азии.
Археологические свидетельства использования обсидиана предоставляют данные о том, что выбор этого материала был всё более предпочтительным, поскольку месторождения обсидиана редко встречаются в Средиземноморском регионе. Ранние торговцы торговали обсидианом на расстоянии 900 километров от Средиземного моря. Торговля этим материалом в Средиземноморье во время неолита в Европе была самой большой. Согласно исследованию Заринса 1990 года Анатолия была главным источником торговли с Левантом, Ираном и Египтом.

## Виды торговли
Торговля может носить меновой (или бартерный) характер, если происходит передача товаров и услуг между сторонами без прибегания к денежным эквивалентам. Если при торговле используются деньги или их заменители, торговая сделка называется продажей.
По географическому признаку торговля разделяется на внутреннюю и внешнюю. Внешняя торговля представляет собой торговлю между странами (международная торговля) и делится на импортную, экспортную и транзитную. Большая российская энциклопедия выделяет также приграничную торговлю, осуществляемую между предприятиями или организациями сопредельных государств в приграничной зоне (как правило, вдоль морской или речной границы). Такая торговля ведётся в льготном режиме на основании межправительственных соглашений.
Начиная с 1970-х годов усиливается общественная поддержка принципов справедливой внешней торговли, направленных на достижение социальной и экономической справедливости для производителей и потребителей в развивающихся странах и их устойчивого развития. Справедливая торговля противопоставляется свободной торговле, в рамках реализации которой цены на товары и услуги не регулируются государственными инстанциями, а определяются только агентами, участвующими в процессах купли-продажи.
Внутренняя торговля осуществляется на территории одной страны и делится на оптовую и розничную торговлю.
Оптовая торговля — это любая деятельность по продаже товаров тем, кто приобретает их в целях или дальнейшего использования как сырьё (переработка, пошив), или перепродажи. Поэтому при оптовой торговле товар закупается крупными партиями и в больших объёмах.
Розничная торговля — это особая деятельность людей, связанная с осуществлением акта купли-продажи товаров конечным потребителям. Эта деятельность представляет собой совокупность специфических технологических и хозяйственных операций, направленных на обслуживание процесса обмена, и является завершающим звеном движения товара в сфере обращения.

### Виды розничной торговли

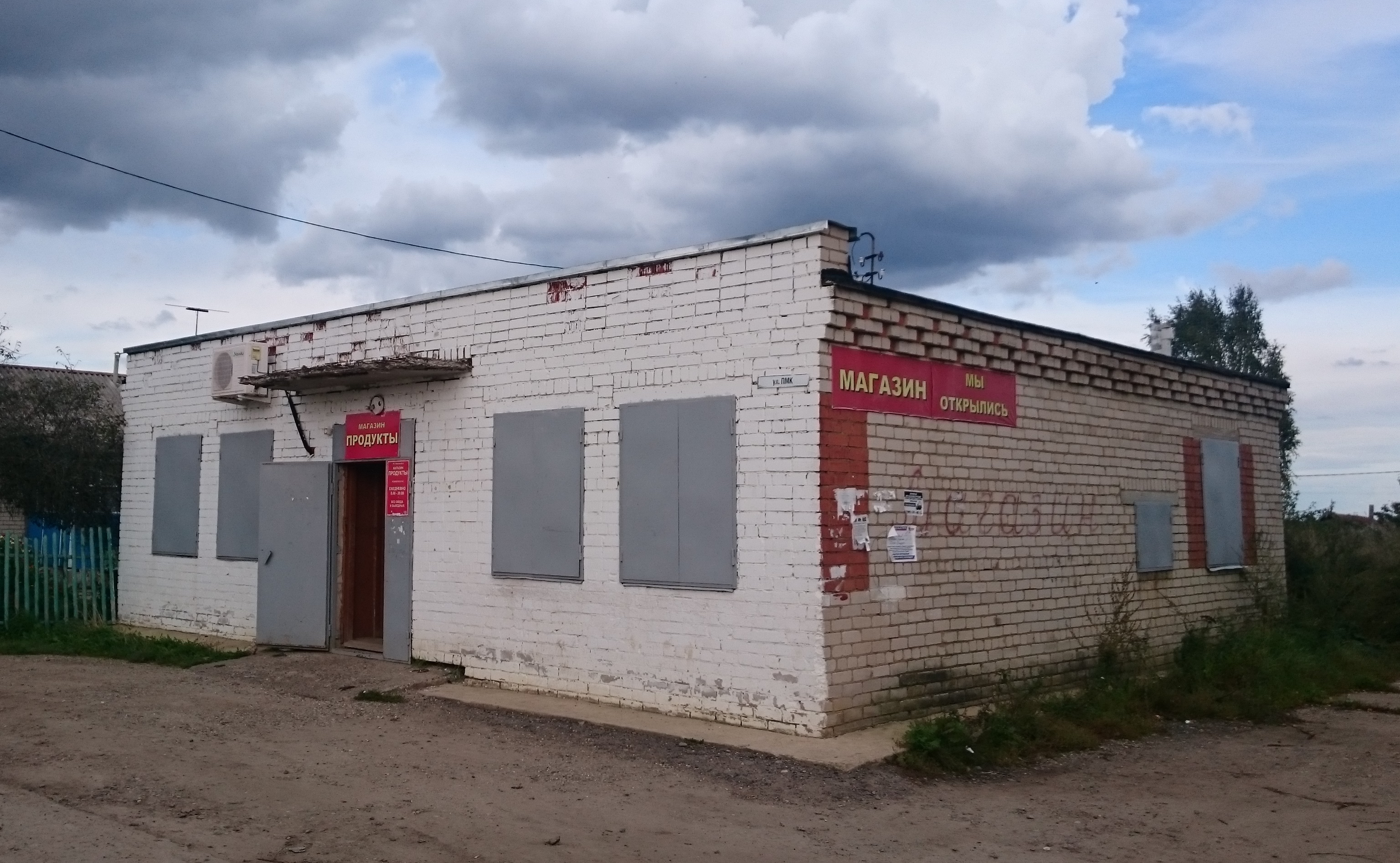
Сельский магазин в России

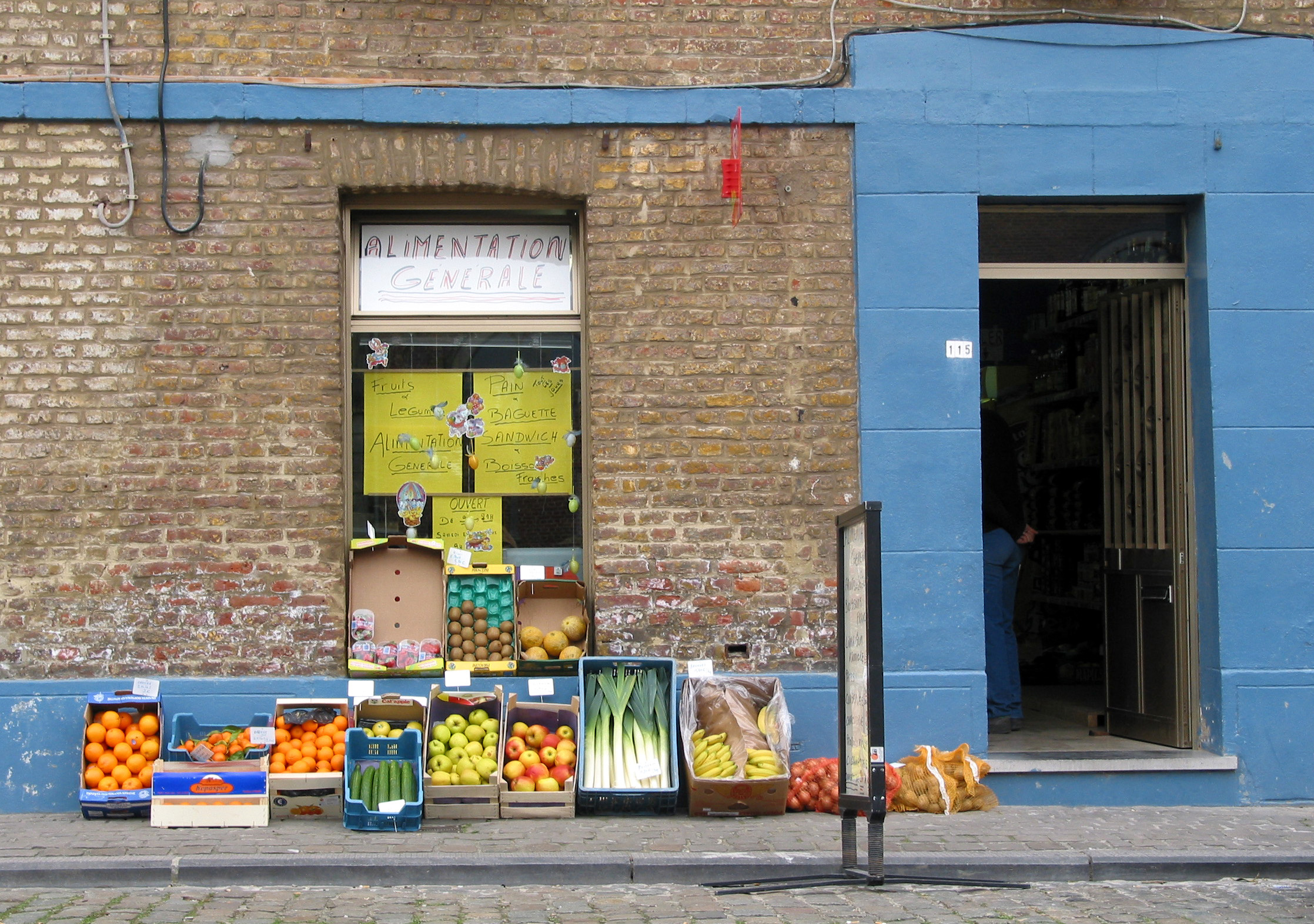
Сельский магазин в Бельгии

#### Стационарная торговля
Торговля, осуществляемая в специально оборудованных, предназначенных для ведения торговли зданиях (их частях) и строениях.
Торговые здания и строения образуют строительные системы, прочно связанные фундаментом с земельным участком и присоединённые к инженерным коммуникациям. К данной категории торговых объектов относятся торговые центры, магазины, павильоны и киоски.

#### Нестационарная торговля
Торговля, осуществляемая на принципах развозной и разносной торговли, а также иные объекты организации торговли, не относимые в соответствии с требованиями к стационарной торговле.
Развозная торговля
Розничная торговля, осуществляемая вне стационарной розничной сети с использованием специализированных или специально оборудованных для торговли транспортных средств (автолавка), а также мобильного оборудования, применяемого только в комплекте с транспортным средством.
Разносная торговля
Розничная торговля, осуществляемая вне стационарной розничной сети путём непосредственного контакта продавца с покупателем на дому, в учреждениях, организациях, предприятиях, транспорте или на улице (см. напр., офеня, коробейник (лоточник), бродячий торговец, разносчик, комивояжер, книгоноша).

#### Дистанционная торговля или торговля по образцам
Посылочная торговля — розничная торговля, осуществляемая по заказам, выполняемым путём почтовых отправлений.
Дистанционная торговля — то же, что и посылочная торговля.

#### Интернет-торговля
Торговля по образцам — розничная торговля с выбором товаров покупателем по образцам, описаниям товаров, содержащимся в каталогах, проспектах, рекламе, буклетах или представленным в фотографиях и иных информационных источниках.
Торговля через интернет-магазины является разновидностью торговли по образцам.

#### Комиссионная торговля
Розничная торговля, предполагающая продажу комиссионерами товаров, переданных им для реализации третьими лицами — комитентами, по договорам комиссии. Комиссионная торговля подразумевает участие в торговой операции трех сторон — комиссионера, комитента и покупателя.

#### Базары
Места розничной торговли продуктами питания и товарами (часто под открытым небом или в торговых рядах).

#### Ярмарки
Региональные ярмарки организуются периодически или разово. Проводятся исполнительными органами государственной власти или органами местного самоуправления (в субъектах Российской Федерации), органами исполнительной власти иных государств-членов Таможенного союза, совместно с префектурами административных округов города Москвы, в установленном месте.
В России на региональных ярмарках допускается продажа сельскохозяйственной продукции, продовольственных и непродовольственных товаров легкой промышленности, произведенных на территории государств-членов Таможенного союза, изделий народных художественных промыслов, продукции ремесленничества и иных товаров.
Ярмарки выходного дня
Ярмарки выходного дня регулярно организуются в установленном месте. Проводятся в пятницу, субботу и воскресенье.
На ярмарках выходного дня допускается продажа сельскохозяйственной продукции и продовольственных товаров, произведенных на территории государств-членов Таможенного союза.
Специализированные ярмарки
Специализированные ярмарки организуются периодически или разово. Проводятся исполнительными органами государственной власти города Москвы, юридическими лицами, индивидуальными предпринимателями.
На специализированных ярмарках не менее 80 % мест предназначено для продажи товаров одного класса в соответствии с Общероссийским классификатором продукции или товаров одного региона происхождения либо товаров, связанных единой тематикой.
Фестивали (уличной еды)
Фестивали, на которых демонстрируется кулинарное искусство, осуществляется дегустация еды, а также продажа сельскохозяйственной продукции, продовольственных и непродовольственных товаров, изделий народных художественных промыслов и продукции ремесленничества.
Подобные массовые празднества проводятся на постоянной и непостоянной основе на открытом воздухе на площадях, в парках, в естественных архитектурно-исторических интерьерах замков и в других достопримечательных местах.

## Участники торговли
- Продавец
- Покупатель

В некоторых случаях на практике один и тот же человек может являться одновременно и продавцом, и покупателем товара.

## Торговые санкции
На импорт из санкционированной страны, так и на экспорт в эту страну могут налагаться торговые санкции. Исторически, три четверти санкций относились к экспорту, так как сравнительно больши́е страны, налагающие санкции, с большой вероятностью доминируют на подвергающихся санкциям экспортных рынках, в то время как санкционированная страна с большой вероятностью может найти альтернативные рынки сбыта своей продукции. К XXI веку глобализация привела к тому, что ограничения на экспорт даже в области самых сложных технологий дают меньший эффект, чем в период после Второй мировой войны. Ограничения на торговлю обычно избирательны, и в глобализированном мире приводят к перенаправлению торговли, а не её прекращению. Торговые санкции иногда вводятся против конкретной страны, чтобы наказать эту страну за какие-то действия. Эмбарго — форма навязанной извне изоляции, представляет собой блокаду всей торговли одной страны с другой. Например, США ввели эмбарго против Кубы более 60 лет назад. Она обычно носят временный характер.

## Глобализация
Глобализация — это процесс взаимодействия и интеграции между людьми, компаниями и правительствами во всём мире. Термин «глобализация» стал широко использоваться в 1990-х годах для описания беспрецедентной международной связанности мира после окончания холодной войны. Глобализация — это прежде всего экономический процесс взаимодействия и интеграции, связанный с социальными и культурными аспектами. С экономической точки зрения глобализация охватывает товары, услуги, технологии и экономические ресурсы капитала и т. д. Расширение глобальных рынков либерализует экономическую деятельность по обмену товарами и денежными средствами. Устранение барьеров приграничной торговли сделало формирование глобальных рынков более возможным. Достижения в области транспорта, такие как паровозы, пароходы, реактивные двигатели и контейнеровозы, а также разработки в телекоммуникационной инфраструктуре, такие как телеграф, Интернет, мобильные телефоны и смартфоны, были основными факторами глобализации и привели к дальнейшей взаимозависимости экономической и культурной деятельности по всему миру.
Хотя многие учёные относят истоки глобализации к современности, другие прослеживают её историю задолго до европейской эпохи открытий и путешествий в Новый Свет, а некоторые даже до третьего тысячелетия до нашей эры. Крупномасштабная глобализация началась в 1820-х годах, а в конце 19-го и начале 20-го века привела к быстрому расширению взаимосвязанности мировых экономик и культур. В 2000 году Международный валютный фонд (МВФ) определил четыре основных аспекта глобализации: торговля и операции, движение капитала и инвестиций, миграция и перемещение людей и распространение знаний. Процессы глобализации влияют и находятся под влиянием бизнеса и организации труда, экономики, социокультурных ресурсов и окружающей среды. Академическая литература обычно делит глобализацию на три основные области: экономическую глобализацию, культурную глобализацию и политическую глобализацию.

## Коды в системах классификации знаний
- УДК 38
- Государственный рубрикатор научно-технической информации (ГРНТИ) (по состоянию на 2001 год):
  - 71 ВНУТРЕННЯЯ ТОРГОВЛЯ. ТУРИСТСКО-ЭКСКУРСИОННОЕ ОБСЛУЖИВАНИЕ (недоступная ссылка)
  - 72 ВНЕШНЯЯ ТОРГОВЛЯ (недоступная ссылка)